# Aleurolobus hederae
Aleurolobus hederae là một loài côn trùng cánh nửa trong họ Aleyrodidae, phân họ Aleyrodinae.
Aleurolobus hederae được Takahashi miêu tả khoa học đầu tiên năm 1935.